# Hostal Nou (Arbúcies)
L'Hostal Nou és una obra gòtica d'Arbúcies (Selva) inclosa a l'Inventari del Patrimoni Arquitectònic de Catalunya.

## Descripció
Es tracta d'un edifici que va ser considerablement remodelat l'any 1974. Està situat en un dels carrers circumdants a l'església, al nucli antic, prop de la Gabella i l'Ajuntament, el carrer Major.

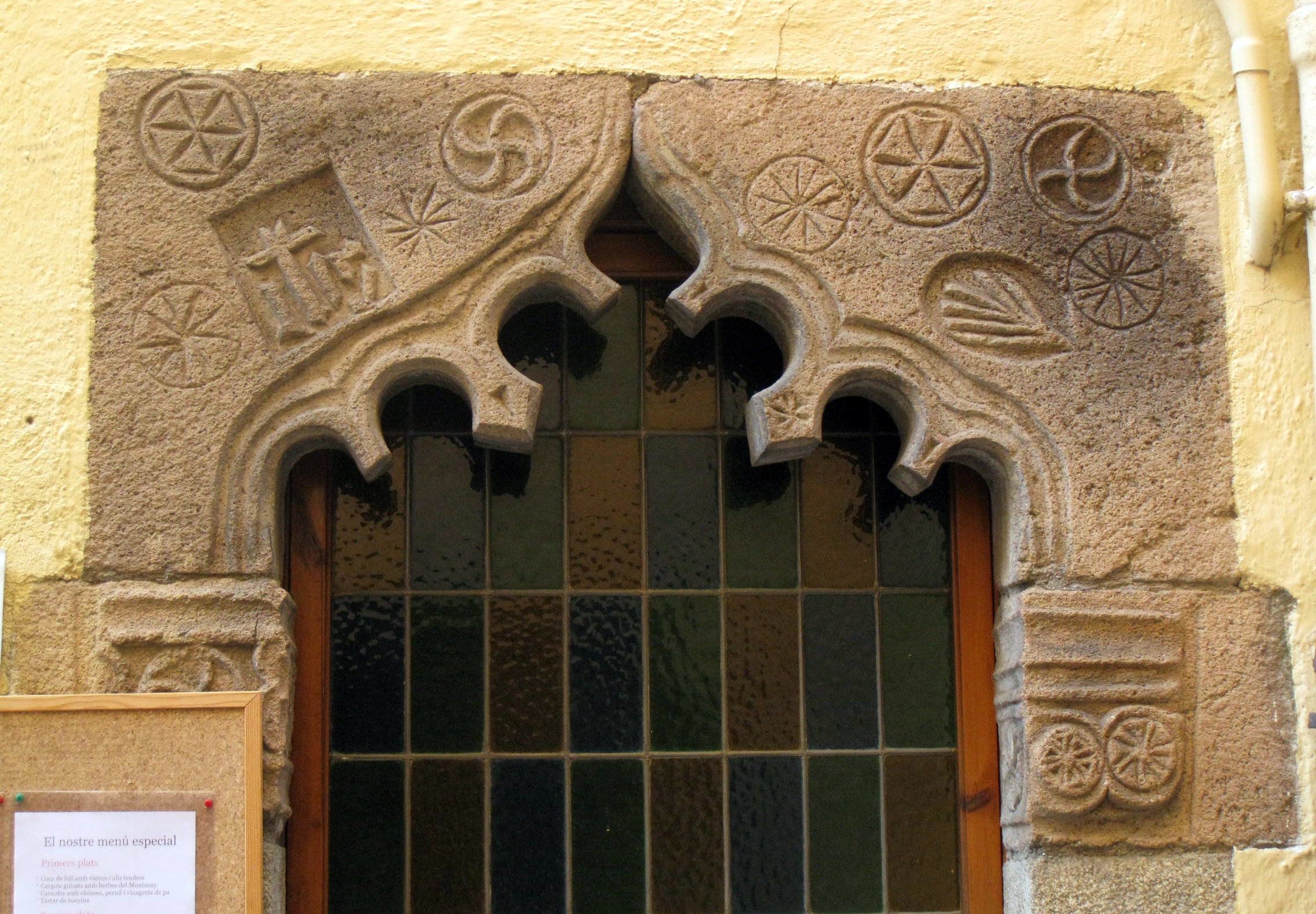
Llinda de finestra

D'interés només conserva la portalada adovellada d'arc de mig punt i cal destacar una finestra gòtica d'arc conopial tardà, dentat amb arquets i amb decoració a les impostes i a la llinda, amb diversos elements, rodes i hèlixs en relleu.
La finestra gòtica és l'element més interessant de l'edifici però no prové d'aquest sinó que formava part d'una altra casa del poble i es trobava situada al primer pis, a la sala noble, així que és un element aprofitat i ubicat en un lloc diferent a l'original.
De l'interior de l'edifici no es conserva res, es va reformar com a hostal i restaurant i, per tant, la seva estructura ha canviat de l'original degut a l'ús que se'n fa actualment. Hi ha una ampliació considerable a la part posterior.

## Història
La casa està situada al carrer Major que al segle xiv se l'anomenava carrer públic. En l'acte de consagració de l'església parroquial d'Arbúcies al 923, s'esmenta aquest carrer o strada pública. Antigament, una part del carrer (on actualment hi ha l'Ajuntament, la Gabella i les cases del seu davant) formava part de la plaça de la Vila.